# Roca-Cúiper

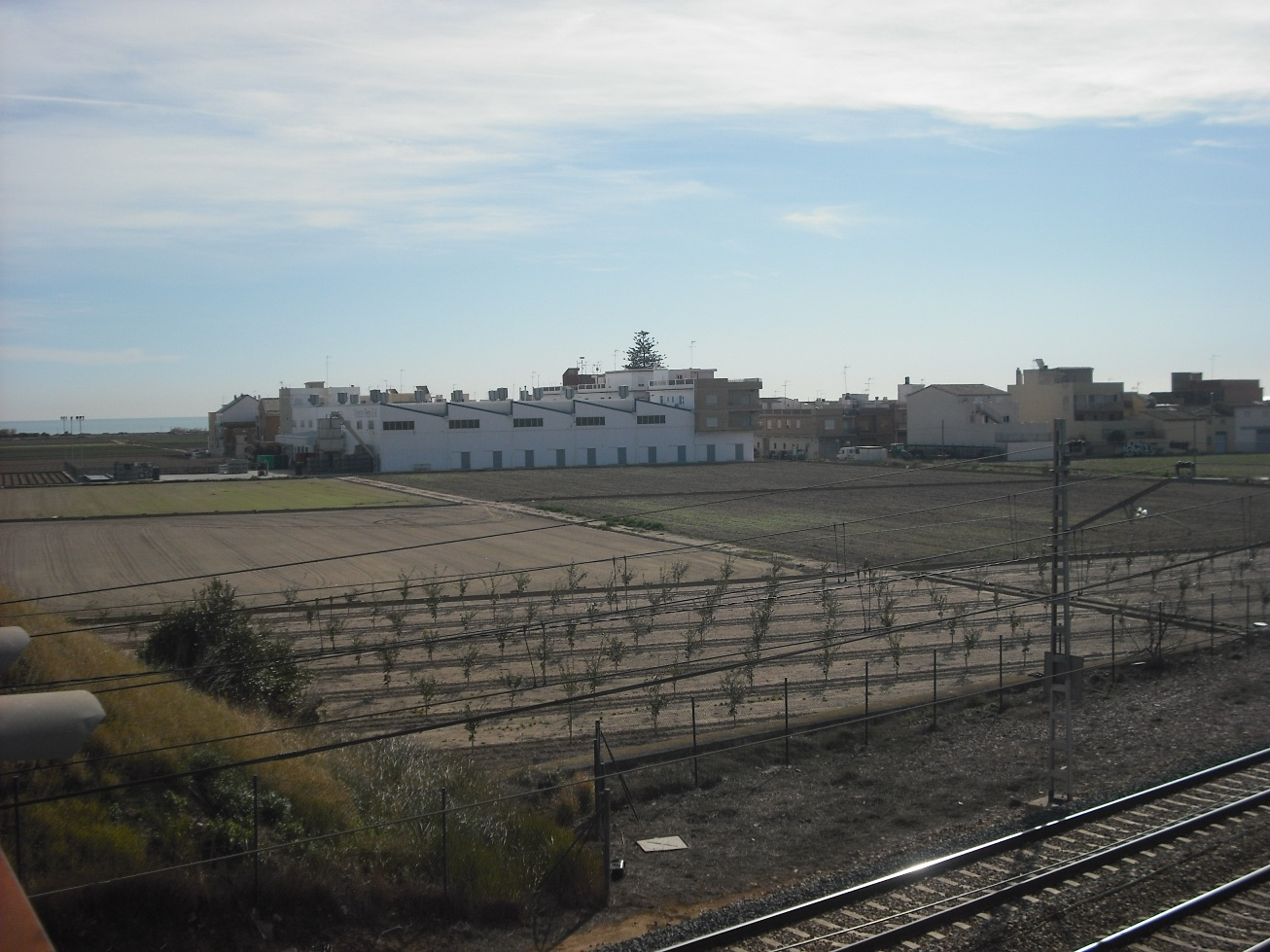
Vista de Cúiper desde el puente del ferrocarril.

Roca-Cúiper o Roca-Cúper es un núcleo conformado por los cascos de Roca y Cúiper (o Cúper), pedanías pertenecientes a Meliana y Foyos respectivamente. Se halla en la comarca de la Huerta Norte en la Provincia de Valencia, en la Comunidad Valenciana (España). Se encuentran a unos 800 m del mar Mediterráneo y rodeados de huertas. Los dos cascos forman un conjunto, aunque poco denso, y están separados entre sí por apenas 100 m.

## Economía
Los dos núcleos son esencialmente agrícolas, destacando los cultivos de cebollas, sandías, melones, alcachofas y cítricos. Sin embargo, el sector servicios se ha desarrollado en los últimos años.

## Comunicaciones
El trazado del ferrocarril Valencia-Barcelona atraviesa el término de Roca. Existe una estación, denominada Roca-Cúper, en la que tiene parada los trenes de la línea C-6 de cercanías de Valencia. Asimismo, la autovía V-21 circula cerca del casco urbano, aunque la salida más cercana (Port Saplaya), dista unos 2 km.

## Servicios públicos

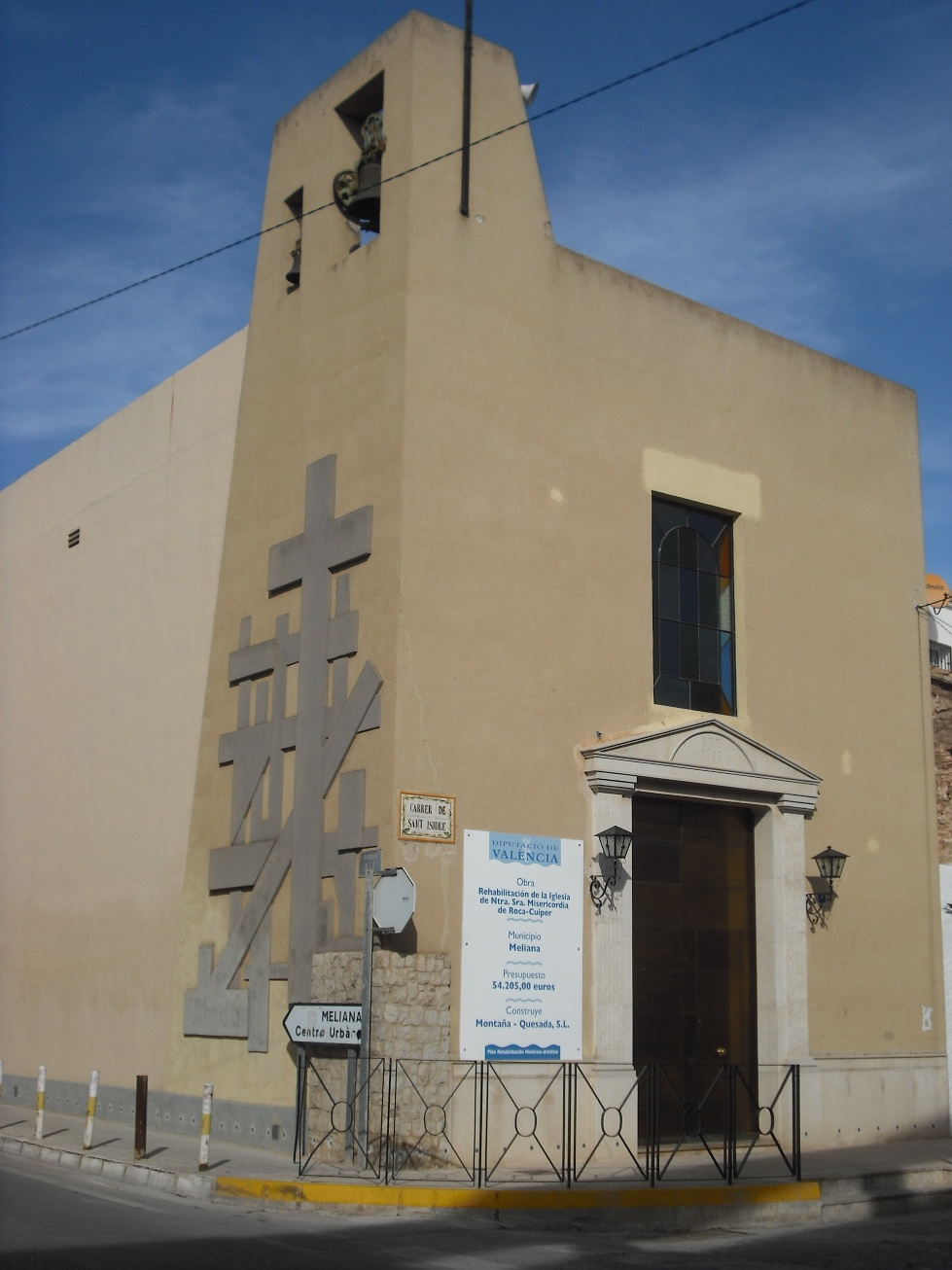
Iglesia de Nuestra Señora de la Misericordia.

En Roca se encuentra el centro social "El Casó", en el cual se realizan diversos servicios y que cuenta con un bar, un pequeño consultorio médico y un salón donde se realizan reuniones, conferencias, exposiciones,etc. Tras el centro social hay un parque donde existen pistas deportivas, juegos infantiles y un jardín. Así mismo, existe un centro dedicado a personas discapacitadas, AVAPACE.

## Patrimonio
- Nuestra Señora de la Misericordia: Se construyó en 1953 en Roca, aunque da servicio también a Cúiper. El lateral izquierdo está ornado por una gran cruz de factura moderna y culmina en espadaña de dos cuerpos y cruz metálica.[1] Se cubre con tejado a dos aguas, que al interior conforma nave única con bóveda de cañón.[1] Sobre el acceso principal, coronado con un frontón, se abre un vano cerrado con vidriera.[1] La imaginería del interior es reciente y de escaso valor artístico, a excepción de un óleo del siglo XVIII, de 1 x 0,80 m, que representa la Virgen con el Niño.[1]
- Convento Dominico: Desaparecido en la década de 1940, estaba situado en el término de Roca. Durante la Guerra Civil sirvió de hospital y cárcel.
- Pino de Cúiper: Es un pino de más de 50 años y unos 22 m de altura. En Navidad suele decorarse con bolas y luces.

## Cultura
Las fiestas patronales se celebran en honor a San Isidro Labrador y a la Virgen de los Desamparados en el mes de julio. En enero destaca la celebración de San Antonio Abad, realizándose la tradicional bendición de los animales.
En Roca se encuentra el llamado Belén de Roca, un belén gigante visitable durante los meses de invierno.